# L'Appel gagnant
L'Appel gagnant est un jeu télévisé de call-tv qui fut créé en 2006 et qui fait suite à l'émission « Cadeaux Show » diffusé par la toute jeune chaîne belge AB4 (l'émission est également reprise quelques mois sur le câble français, sur 'Zik). Pendant des heures entières, l'après-midi, les animateurs se succèdent pour parler de tout et de rien devant la caméra, et passer le temps entre deux candidats. Les jeux proposés sont d'un niveau très simple (compléter un mot dont il manque trois lettres, inverser des syllabes, etc.) l'animateur n'hésitant pas à souffler la réponse. L'Appel gagnant a connu trois versions.
Il fut d'abord programmé sur plusieurs chaînes d'AB Groupe (RTL9, AB1, AB3, AB4 et AB Moteurs), à la mi-journée et durant la nuit, du 22 juillet au 29 novembre 2006. 
Une deuxième saison fut ensuite diffusée sur NT1 et RTL9 tous les jours de 12h à 15h de juin à octobre 2007. 
Le 4 décembre 2007, le Conseil supérieur de l'audiovisuel (CSA), instance de régulation du secteur audiovisuel en France, adopte une délibération qui précise le cadre et les conditions permettant de recourir, dans les programmes de télévision, aux renvois à des services téléphoniques ou SMS surtaxés. Concrètement, cette décision met un terme définitif à la diffusion de l'Appel Gagnant - ainsi que de l'ensemble des émissions de call-tv - dans l'Hexagone.
L'Appel Gagnant n'est diffusé aujourd'hui qu'en Belgique, sur la chaîne AB shopping. Cette troisième variation autour d'un même concept a été lancée le 26 octobre 2006 et entre dans un cadre plus strict : durée limitée à deux heures de direct par jour, règlement disponible sur le site de la chaîne et déposé chez un Huissier en Belgique, par respect de l'Arrêté Royal du 10 octobre 2006 relatif aux jeux de hasard télévisés.

## Principe de l'émission
Diffusée en milieu de journée, en soirée puis au cœur de la nuit, l'Appel gagnant première version truste en quelques mois les programmes de la chaîne généraliste RTL9. Le contenu du programme en lui-même est des plus arides : un studio, une présentatrice, de longs plans fixes, un numéro surtaxé affiché à l'antenne, et surtout des jeux qui surprennent le public. Soit suffisamment simples pour être résolus par un enfant en bas âge, soit d'une complexité hors norme, ils répondent à une simple exigence stratégique : engendrer un maximum d'appels de joueurs potentiels, lesquels doivent s'enregistrer au numéro affiché avant de pouvoir être sélectionnés pour participer en direct. 
Ce principe permet à l'émission d'être autofinancée (d'où l'absence de publicités), rentable, et d'offrir en sus des sommes substantielles aux gagnants (généralement entre 100 et 2 000 euros et jusqu'à 10 000 euros avec le bonus), ce qui occasionne l'occupation d'heures continues de programmes dans la journée.

## Réalisation
Lors de sa première série de diffusions, l'émission était quotidiennement réalisée, tournée et diffusée en direct depuis les studios hongrois du producteur Telemedia. L'émission + Clair de Canal+ a diffusé le 8 septembre 2007 un reportage sur cette société de production, qui produit quatre-vingt heures de Call-tv par jour.
Le règlement du jeu était déposé chez un huissier de justice de La Valette à Malte.
Lors de la seconde saison, l'émission était produite directement en interne par le diffuseur, AB, et diffusée en direct de leurs studios situés à La Plaine Saint Denis en région parisienne.
De 2007 au 31 mars 2009, la version belge de l'Appel Gagnant était réalisée et produite par le producteur néerlandais 3 Circles Media dont les studios sont basés à Hilversum, près d'Amsterdam aux Pays-Bas.
Du 1er avril 2009 à octobre 2010, l'émission était à nouveau réalisée et produite par Telemedia à Budapest en Hongrie.

## Réactions
En date du 12 mars 2010, le CRIOC (Centre de recherche et d'information des organisations de consommateurs) publie un rapport intitulé "Appel gagnant? ou perdant!".
Dans ce rapport de 25 pages, le CRIOC dénonce  l’escroquerie  que constitue l’émission de Call-TV « L’appel gagnant » sur AB4.
Le constat est assez sévère, estimant que le jeu est une escroquerie où de « fausses informations sont données aux téléspectateurs », où il y a des « allégations mensongères sur les chances de gagner » ou encore des « indications induisant le téléspectateur en erreur ».
Le CRIOC a déposé plainte auprès du CSA Belge, de la Commission des Jeux de Hasard et du Ministre Paul Magnette, responsable de la protection du consommateur. 
L’organisme accuse « les bénéfices énormes engrangés » par ce genre d’émission sur le compte de la crédulité de certains téléspectateurs. La presse a largement relayé cette information dans ses éditions du 14 mars.
De plus, sur la base de ce rapport, le secrétaire d’État à la Coordination de la lutte contre la fraude Carl Devlies (CD&V), a annoncé « des règles plus sévères », « La réglementation en vigueur date d’un an à peine, mais un certain nombre de problèmes subsistent », commente-t-il. Il relève aussi le grand nombre de plaintes (143 sur les quatre derniers mois de 2009), dont la plupart portent sur le flou des énoncés et des solutions.